# إدموند هيلاري
إدموند هيلاري (بالإنجليزية: Edmund Hillary)‏ (ولد 20 يوليو 1919 - توفي
11 يناير 2008) مستكشف نيوزيلندي, يعتبر أول شخص يصل إلى قمة جبل إفرست في العالم برفقة متسلق الجبال النيبالي تينسينغ نورغاي.

## الاستكشافات
عندما حاول إدموند هيلاري في المرة الأولى تسلق قمة إفرست لم ينجح، و خلّف ثلاثة من رفقائه أمواتا عند سفح الجبل، ولكن لمجهوده الكبير, منحته الحكومة الإنجليزية أرفع أوسمتها، و استدعته للمثول أمام البرلمان, وفيما كان يدخل البرلمان لتكريمه, وقف الجميع و يصفقون له, ومع توجهه نحو صدر القاعة، كانت هناك صورة لقمة إفرست, تجاهل السيد إدموند هيلاري الجميع، و وقف مباشرة أمام تلك الصورة للحظة و لوّح بقبضته مخاطبا جبل إفرست، و قال: لقد ربحت أنت هذه المرة، أنت كبير بقدر ما ستكون، ولكني أنا الأكبر باستمرار. 

و في تمام الساعة 11:30 صباحا في 29 مايو 1953، نجح إدموند في محاولته الثانية في تسلق قمة إفرست نجح, وأصبح بهذا مع تينسينغ نورغاي، أول رجلين يصلان لأعلى قمة إفرست متحدياً بذلك الارتفاع، وانخفاض الضغط و البرودة التي تصل إلى حد التجمد، و مخاطر الانهيارات الثلجية، و كل مخاطر التسلق.

## التكريم
- في 6 يونيو 1953 تقلّد رتبة الإمبراطورية البريطانية من بريطانيا.
- في 1953 تقلّد وسام غورخا داكشينا باهو أعلى وسام تقدمه الحكومة في النيبال.
- في 1987 تقلّد وسام نيوزيلندا من نيوزيلندا، و هو أعلى وسام في البلد.
- في 22 أبريل 1995 تقلّد وسام الرباط البريطاني، و هو أعلى وسام في درجة الفروسية في البلاد.
- في 2008 تقلّد بادما فيبوشان و هو أعلى وسام تقدمه الحكومة الهندية.
- تقلّد الميدالية القطبية من الكومنولث لمشاركته و مساهمته في بعثة القطب الجنوبي مع فيفيان فوكس.
- وضعت صورته من طرف الحكومة النيوزيلندية على أوراق البنكنوت و سمّت الكثير من الشوارع والمدارس على اسمه.

## وفاته
توفي إدموند هيلاري يوم الجمعة 11 يناير 2008 عن عمر يناهز ال88 عاماً في إحدى مسشفيات أوكلاند بعد نوبة قلبية أصابته.

## وصلات خارجية
- إدموند هيلاري على موقع IMDb (الإنجليزية)
- إدموند هيلاري على موقع الموسوعة البريطانية (الإنجليزية)
- إدموند هيلاري على موقع مونزينجر (الألمانية)
- إدموند هيلاري على موقع ميوزك برينز (الإنجليزية)
- إدموند هيلاري على موقع إن إن دي بي (الإنجليزية)
- إدموند هيلاري على موقع ديسكوغز (الإنجليزية)
- إدموند هيلاري على موقع قاعدة بيانات الفيلم (الإنجليزية)
- On top of the world: Ed Hillary Full biography of Edmund Hillary (NZHistory.net.nz)
- Small but interesting part of biography
- Videos (10) from Archives New Zealand
- Obituary of Edmund Hillary
- Interview with Sir Edmund Hillary: Mountain Climbing[وصلة مكسورة] at Smithsonian Folkways